# Murricia triangularis
Espèce
Murricia triangularis est une espèce d'araignées aranéomorphes de la famille des Hersiliidae.

## Distribution
Cette espèce est endémique du Tamil Nadu en Inde,.

## Description
La femelle holotype mesure 4,25 mm.

## Publication originale
- Baehr & Baehr, 1993 : The Hersiliidae of the Oriental Region including New Guinea. Taxonomy, phylogeny, zoogeography (Arachnida, Araneae). Spixiana Supplement, vol. 19, p. 1-96 (texte intégral).